# Fundeni, Galați
Fundeni este un sat în comuna cu același nume din județul Galați, Moldova, România.

## Istorie

### Atestare documentară
- Pe data de 13 ianuarie 1495, Ștefan cel Mare dăruiește lui Ștefan Mieriul "jumătate din Siliștea-Fundeni, pe Bărlad, partea de sus".(I.Bogdan)
- Costache Conachi, în testamentul său, însemnează că: moșia "Năneștii de gios, pe îmbe părțile Siretului, până la hotarul Valachiei, porecliți Fundenii", a fost "răzădenția veche a neamului Conăchesc". (G.T. Kirileanu,Paul Păltânea)
- La 20 mai 1726, se numea Fundeni (fost Năneștii de gios): din Conachi, (fiul lui Angheluță) și Paraschiva, "carile săde[a] la satul Naneștii de gios zâs Fundenii" se trag Conăcheștii.(Kirileanu)

 Acest articol despre o localitate din județul Galați este deocamdată un ciot. Puteți ajuta Wikipedia prin completarea lui.